# Alfred Velghe
Alfred Velghe (pseudonim:Levegh, ur. 16 czerwca 1870 roku w Kortrijk, zm. 28 lutego 1904 roku w Pau) – francuski kierowca wyścigowy.

## Kariera
Velghe startował w wyścigach samochodowych w samochodzie Mors. W 1898 roku odniósł pierwsze zwycięstwo - w wyścigu między miastami Saint-Germain-en-Laye, Vernoni i z powrotem. W 1899 roku Francuz był najlepszy w wyścigach Paryż-Ostenda i Bordeaux-Biarritz. Najwięcej zwycięstw Levegh odniósł w 1900 roku, kiedy wygrał Bordeaux-Périgeaux-Bordeaux, Paryż-Tuluza-Paryż oraz wyścig Hippodrome Wellington organizowany w Ostendzie.